# Deval Patrick
Deval Laurdine Patrick (Chicago, 31 luglio 1956) è un politico, avvocato e imprenditore statunitense, governatore del Massachusetts dal 2007 al 2015, primo afroamericano a ricoprire tale incarico.

## Biografia
Nato nella zona sud di Chicago dove la famiglia risiedeva in un appartamento con due camere da letto nei progetti abitativi di Robert Taylor Homes, Patrick è figlio di Laurdine "Pat" Patrick, musicista jazz nella band di Sun Ra, e di Emily Mae Wintersmith, che fa risalire le sue radici agli schiavi americani del Kentucky. Nel 1959 il padre di Patrick abbandonò la famiglia per suonare a New York e anche perché aveva messo al mondo una figlia con un'altra donna.  Così Patrick è stato allevato dalla madre; per molti mesi hanno vissuto di assistenza.
Patrick ottenne per le medie una borsa di studio alla Milton Academy di Milton, nel Massachusetts.. Quindi ha frequentato l'Harvard College (il primo della sua famiglia ad andare al college) e, dopo aver trascorso un anno in Africa con una missione delle Nazioni Unite, la Harvard Law School, laureandosi in legge nel 1982. Presidente dell'Ufficio legale di Harvard, ha in seguito esercitato la professione legale presso il NAACP Legal Defense and Educational Fund (LDF) specializzandosi in diritti di voto; in quel periodo incontrò Bill Clinton, allora governatore dell'Arkansas, in una causa.
Successivamente è entrato a far parte di uno studio legale di Boston, Hill & Barlow, dove nel 1990 è stato nominato partner all'età di 34 anni. Mentre era in quello studio ha gestito impegni di alto profilo come quando ha affiancato l'avvocato Desiree Washington nella causa civile contro Mike Tyson.

### Governatore del Massachusetts
Nel 2006 si candida come governatore del Massachusetts col Partito Democratico: vinte le elezioni primarie con il 49,57% dei voti, Patrick trionfò anche nelle consultazioni generali con il 55,6% dei consensi e divenne il 71º governatore dello Stato.
In vista delle elezioni presidenziali statunitensi del 2008 Patrick ha appoggiato la candidatura di Barack Obama. Il 2 novembre del 2010 si ricandida alla guida del Massachusetts e viene confermato nella carica con il 48,4% dei voti.
Durante il suo governo, Patrick ha supervisionato l'implementazione del programma statale di riforma sanitaria del 2006 che era stato messo in atto sotto Mitt Romney, aumentando i finanziamenti per l'istruzione e le scienze della vita; ha quindi vinto una borsa di studio Top Education, creato il Dipartimento dei trasporti del Massachusetts, aumentato l'imposta sulle vendite dello stato dal 5% al 6,25% e il salario minimo da 8$ all'ora a 11$ entro il 2017 e ha pianificato l'introduzione di casinò nello stato. Sotto Patrick, il Massachusetts ha aderito alla Regional Greenhouse Gas Initiative (RGGI) nel tentativo di ridurre le emissioni di gas serra. Poco dopo l'inizio del suo secondo mandato, il 6 gennaio 2011, ha dichiarato di non voler ricandidarsi nel 2014. In seguito all'attentato alla Maratona di Boston del 15 aprile 2013 è stato lo stesso governatore a rassicurare la popolazione con un comunicato stampa.
Una volta lasciato l'incarico di governatore, Patrick è diventato amministratore delegato di Bain Capital e presidente del consiglio di amministrazione di Our Generation Speaks, un programma di borse di studio e incubatore di startup il cui scopo è riunire i giovani leader israeliani e palestinesi attraverso l'imprenditorialità.  Ha fatto anche parte del consiglio di amministrazione della società di teleassistenza American Well.

### Candidato alle presidenziali 2020
Già tra il 2017 e 2018 persone della cerchia di Barack Obama hanno incoraggiato Patrick a candidarsi alla presidenza degli Stati Uniti nel 2020  ma nel dicembre 2018 Patrick ha escluso qualsiasi possibilità. Quasi un anno più tardi, dopo aver visto il panorama dei candidati democratici alle elezioni delle primarie democratiche, Patrick ha cambiato idea candidandosi il 14 novembre 2019.
In seguito ai non positivi risultati alle primarie democratiche nel New Hampshire, il 12 febbraio 2020 Patrick sospende la sua campagna.

## Vita privata
Sposato con Diane Patrick dal 1984, ha avuto con lei due figlie: Sarah e Katherine.